# Stævnefilmen
|  | Denne artikel er oprettet af botten Steenthbot ud fra en ekstern database. Den kan derfor have sproglige fejl eller mangler. Denne skabelon kan fjernes efter kontrol af indholdet. |

Stævnefilmen er en dansk dokumentarisk optagelse fra 1930.

## Handling
Stor international demonstration under parolerne "For Fred og Folkestyre" og "Mod Krig og Diktatur" søndag den 13. juli 1930, arrangeret af Dansk Socialistisk Ungdom (DSU). Ungdommen samles på Grønttorvet kl. 13 og marcherer til Søndermarken kl. 14. Der er taler af statsminister Stauning, den fhv. svenske forsvarsminister Per Albin Hansson, Bruno Buozzi fra Italien, formand for Ungdoms Internationalen Karl Heinz fra Wien, DSU's forbundsformand Johannes Hansen og H.C. Hansen, som slutter af. Jf. Socialdemokraten har ca. 4000 unge socialdemokrater fra Skandinavien og flere europæiske lande deltaget i weekendens stævne.
Litteratur: Rødt Stævne : Mindebog for det nordiske socialistiske Ungdomsstævne i København 12. og 13. Juli 1930.